# Liste der Stolpersteine in Esens
In der Liste der Stolpersteine in Esens werden die vorhandenen Gedenksteine aufgeführt, die im Rahmen des Projektes Stolpersteine des Künstlers Gunter Demnig in Esens bisher verlegt worden sind.
Die erste Verlegung von 17 Stolpersteinen war am 18. März 2022.

## Verlegte Stolpersteine
| Bild | Person / Inschrift | Adresse                | Verlegedatum  | Zusätzliche Informationen |
| --- | --- | ---------------------- | ------------- | ------------------------- |
| Bild gesucht Der Benutzer GeorgDerReisende ( Diskussion ) wünscht sich an dieser Stelle ein Bild vom Ort mit diesen Koordinaten 53.64611 7.61382 . Motiv: vor dem August-Gottschalk-Haus: die Stolpersteine für die Familie Bronkhorst, die Lage und das Haus Falls du dabei helfen möchtest, erklärt die Anleitung , wie das geht. BW | Hier wohnte Abraham Bronkhorst Jg. 1890 Flucht 1933 Holland interniert Westerbork deportiert 1943 Sobibor ermordet 4.6.1943                 | Burgstraße 8 (Lage)    | 18. März 2022 |                           |
| Bild gesucht Die Wikipedia wünscht sich an dieser Stelle ein Bild vom hier behandelten Ort. Falls du dabei helfen möchtest, erklärt die Anleitung , wie das geht. BW | Hier wohnte Dora 'Dina' Bronkhorst geb. Landau Jg. 1891 Flucht 1933 Holland interniert Westerbork deportiert 1943 Sobibor ermordet 4.6.1943 | Burgstraße 8 (Lage)    | 18. März 2022 |                           |
| Bild gesucht Die Wikipedia wünscht sich an dieser Stelle ein Bild vom hier behandelten Ort. Falls du dabei helfen möchtest, erklärt die Anleitung , wie das geht. BW | Hier wohnte Herman Bronkhorst Jg. 1922 Flucht 1933 Holland mit Hilfe überlebt                                                               | Burgstraße 8 (Lage)    | 18. März 2022 |                           |
| Bild gesucht Die Wikipedia wünscht sich an dieser Stelle ein Bild vom hier behandelten Ort. Falls du dabei helfen möchtest, erklärt die Anleitung , wie das geht. BW | Hier wohnte Bernard Bronkhorst Jg. 1926 Flucht 1933 Holland mit Hilfe überlebt                                                              | Burgstraße 8 (Lage)    | 18. März 2022 |                           |
| Bild gesucht Der Benutzer GeorgDerReisende ( Diskussion ) wünscht sich an dieser Stelle ein Bild vom Ort mit diesen Koordinaten 53.64745 7.61134 . Motiv: Westerstraße 4: die Stolpersteine für die Familie Cohen, die Lage und das Haus Falls du dabei helfen möchtest, erklärt die Anleitung , wie das geht. BW                      | Hier wohnte Joseph Cohen Jg. 1899 Flucht 1937 Holland interniert Westerbork deportiert 1943 Sobibor ermordet 16.4.1943                      | Westerstraße 4 (Lage)  | 18. März 2022 |                           |
| Bild gesucht Die Wikipedia wünscht sich an dieser Stelle ein Bild vom hier behandelten Ort. Falls du dabei helfen möchtest, erklärt die Anleitung , wie das geht. BW | Hier wohnte Mary Cohen geb. Altgenug Jg. 1904 Flucht 1937 Holland interniert Westerbork deportiert 1943 Auschwitz ermordet 14.1.1943        | Westerstraße 4 (Lage)  | 18. März 2022 |                           |
| Bild gesucht Die Wikipedia wünscht sich an dieser Stelle ein Bild vom hier behandelten Ort. Falls du dabei helfen möchtest, erklärt die Anleitung , wie das geht. BW | Hier wohnte Helga Karin Cohen verh. Nijenhuis Jg. 1925 Flucht 1937 Holland mit Hilfe überlebt                                               | Westerstraße 4 (Lage)  | 18. März 2022 |                           |
| Bild gesucht Die Wikipedia wünscht sich an dieser Stelle ein Bild vom hier behandelten Ort. Falls du dabei helfen möchtest, erklärt die Anleitung , wie das geht. BW | Hier wohnte Marga Cohen Jg. 1927 Flucht 1937 Holland interniert Westerbork deportiert 1943 Auschwitz ermordet 14.1.1943                     | Westerstraße 4 (Lage)  | 18. März 2022 |                           |
| Bild gesucht Die Wikipedia wünscht sich an dieser Stelle ein Bild vom hier behandelten Ort. Falls du dabei helfen möchtest, erklärt die Anleitung , wie das geht. BW | Hier wohnte Franziska Cohen Jg. 1930 Flucht 1937 Holland interniert Westerbork deportiert 1943 Auschwitz ermordet 14.1.1943                 | Westerstraße 4 (Lage)  | 18. März 2022 |                           |
| Bild gesucht Die Wikipedia wünscht sich an dieser Stelle ein Bild vom hier behandelten Ort. Falls du dabei helfen möchtest, erklärt die Anleitung , wie das geht. BW | Hier wohnte Zitta Cohen Jg. 1931 Flucht 1937 Holland interniert Westerbork deportiert 1943 Auschwitz ermordet 14.1.1943                     | Westerstraße 4 (Lage)  | 18. März 2022 |                           |
| Bild gesucht Die Wikipedia wünscht sich an dieser Stelle ein Bild vom hier behandelten Ort. Falls du dabei helfen möchtest, erklärt die Anleitung , wie das geht. BW | Hier wohnte Hartog Cohen Jg. 1936 Flucht 1937 Holland interniert Westerbork deportiert 1943 Auschwitz ermordet 14.1.1943                    | Westerstraße 4 (Lage)  | 18. März 2022 |                           |
| Bild gesucht Der Benutzer GeorgDerReisende ( Diskussion ) wünscht sich an dieser Stelle ein Bild vom Ort mit diesen Koordinaten 53.64783 7.6116 . Motiv: Westerstraße 11: die Lage der Stolpersteine für die Familie Weinthal, die Lage und das Haus Falls du dabei helfen möchtest, erklärt die Anleitung , wie das geht. BW          | Hier wohnte Simon Weinthal Jg. 1873 gedemütigt / entrechtet tot 28.3.1938                                                                   | Westerstraße 11 (Lage) | 18. März 2022 |                           |
| Bild gesucht Die Wikipedia wünscht sich an dieser Stelle ein Bild vom hier behandelten Ort. Falls du dabei helfen möchtest, erklärt die Anleitung , wie das geht. BW | Hier wohnte Josef Weinthal Jg. 1899 'Schutzhaft' 1938 Sachsenhausen deportiert 1942 Sobibor ermordet                                        | Westerstraße 11 (Lage) | 18. März 2022 |                           |
| Bild gesucht Die Wikipedia wünscht sich an dieser Stelle ein Bild vom hier behandelten Ort. Falls du dabei helfen möchtest, erklärt die Anleitung , wie das geht. BW | Hier wohnte Frieda Weinthal geb. Abrahams Jg. 1902 deportiert 1942 Sobibor ermordet                                                         | Westerstraße 11 (Lage) | 18. März 2022 |                           |
| Bild gesucht Die Wikipedia wünscht sich an dieser Stelle ein Bild vom hier behandelten Ort. Falls du dabei helfen möchtest, erklärt die Anleitung , wie das geht. BW | Hier wohnte Bianka Weinthal Jg. 1900 | Westerstraße 11 (Lage) | 18. März 2022 |                           |
| Bild gesucht Die Wikipedia wünscht sich an dieser Stelle ein Bild vom hier behandelten Ort. Falls du dabei helfen möchtest, erklärt die Anleitung , wie das geht. BW | Hier wohnte Louis Weinthal Jg. 1903 'Schutzhaft' 1938 Sachsenhausen deportiert 1942 ermordet in Auschwitz                                   | Westerstraße 11 (Lage) | 18. März 2022 |                           |
| Bild gesucht Die Wikipedia wünscht sich an dieser Stelle ein Bild vom hier behandelten Ort. Falls du dabei helfen möchtest, erklärt die Anleitung , wie das geht. BW | Hier wohnte Hanni Cohen geb. Weinthal Jg. 1867 Flucht 1937 Holland interniert Westerbork deportiert 1943 Auschwitz ermordet 14.1.1943       | Westerstraße 11 (Lage) | 18. März 2022 |                           |